# Australischer Seelöwe
Der Australische Seelöwe (Neophoca cinerea) ist eine große Ohrenrobbe australischer Küsten.

## Merkmale
Die Bullen dieser Seelöwen werden bis zu 2,5 m lang und 300 kg schwer. Kühe sind mit 1,8 m und 100 kg sehr viel kleiner. Auch in der Farbe unterscheiden sich die Geschlechter stark: Männchen sind dunkelbraun gefärbt, Weibchen dagegen silbergrau oder hellbraun und an der Unterseite heller als an der Oberseite.

## Verbreitung
Die Kolonien finden sich entlang der Küsten West- und Südaustraliens. Sie liegen meistens auf kleinen unbewohnten Inseln, die der Küste vorgelagert sind. Dies ist nur ein Teil der ehemaligen Verbreitung, die im 19. Jahrhundert bis nach Tasmanien und New South Wales reichte. Australische Seelöwen wandern wenig umher und bleiben meistens auch außerhalb der Fortpflanzungszeit in der Nähe ihrer Kolonien. Die weiteste belegte Entfernung eines Australischen Seelöwen von seiner Kolonie betrug nur 300 km.

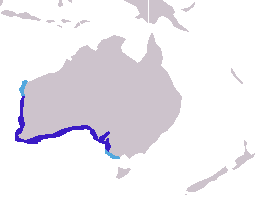
Verbreitung
dunkelblau:Kolonien
hellblau:wandernde Einzeltiere

## Lebensweise
Das Fortpflanzungsverhalten gleicht dem anderer Ohrenrobben: Die Bullen erreichen die Küste vor den Kühen und versuchen dort, in oftmals blutigen Kämpfen die besten Territorien für sich zu erstreiten. Dadurch werden schwächere Männchen an den Rand der Kolonie gedrängt. Wenn die Weibchen eintreffen, entscheidet der Ort ihres Landgangs, zu welchem Harem sie gehören werden. In den Kolonien herrscht eine erhebliche Unruhe durch jüngere Männchen, die Momente der Unaufmerksamkeit eines alten Bullen zu nutzen versuchen, um sich mit einem der Weibchen seines Territoriums zu paaren. Zudem sind die Bullen unentwegt dabei, Weibchen am Verlassen des Territoriums zu hindern. Hierzu folgen sie einer Kuh auch in Nachbarreviere, was zu neuen Kämpfen mit den dortigen Bullen führen kann. Ein ähnlich hoher Aggressionsgrad der Bullen kann nur noch bei der Mähnenrobbe beobachtet werden.

## Bedrohung und Schutz
Verglichen mit den zwei anderen Robben australischer Küsten, dem Neuseeländischen Seebären und dem Südafrikanischen Seebären, ist der Australische Seelöwe eine seltene Robbe. Der Gesamtbestand wird auf höchstens 12.000 Tiere geschätzt. Obwohl er nie so häufig wie die vorgenannten Arten war, war er dennoch einst weiter verbreitet und zahlreicher als heute.
Die IUCN listet den Australischen Seelöwen auf der Roten Liste der gefährdeten Arten als endangered (stark gefährdet).